# Vladimir Arsenijević
Vladimir Arsenijević (en serbe cyrillique : Владимир Арсенијевић), né en 1965 à Pula, en Croatie, est un écrivain, un traducteur et un éditeur serbe. Il vit à Belgrade après un court exil en 1999 au Mexique, à l'invitation du Parlement des écrivains.

## Biographie
En tant qu'écrivain, Vladimir Arsenijević a remporté le prix NIN pour son premier roman U potpalublju, paru en 1994, ce qui en a fait le plus jeune récipiendaire de ce prix ; c'était également la première fois qu'une première œuvre était récompensée par ce prix ; ce livre est considéré comme représentatif du néoréalisme serbe,. U potpalublju, qui s'élève contre la guerre, a été traduit dans une vingtaine de langues, dont en français sous le titre À fond de cale, publié chez Plon. L'ouvrage a été adapté pour le théâtre et présenté au Théâtre dramatique yougoslave de Belgrade dans une mise en scène de Nikita Milivojević. À fond de cale est le premier volet d'une tétralogie intitulée Cloaca Maxima.
Vladimir Arsenijević a créé la maison d'édition Rende, où il a travaillé jusqu'en 2007. Il dirige à Belgrade une section de la maison d'édition croate VBZ.

## Œuvres
Traductions
- Mačo kučke (Macho Sluts), de Pat Califia, Rende, 2001.
- Božja čizma de Bred Fox, Rende, 2004.
- Čaj u Sahari (The Sheltering Sky), de Paul Bowles, Rende, 2005.
- Galeb Džonatan Livingston (Jonathan Livingston Seagull), de Richard Bach, Mono i Manjana, 2005.
- Teško je naći dobrog čoveka (A Good Man Is Hard to Find), de Flannery O'Connor, Rende, 2006.